# Sam Shepard
Sam Shepard (eredeti neve: Samuel Shepard Rogers) (Fort Sheridan, Illinois, 1943. november 5. – Midway, Kentucky, 2017. július 27.) amerikai színész, forgatókönyvíró, író, filmrendező.

## Élete
Sam Shepard 1943. november 5-én született Fort Sheridanben Samuel Shepard Rogers és Jane E. Schook gyermekeként.
Karrierje kezdetén istállófiú, autóbuszkalauz, pincér, rockzenész volt. Színműveket, filmforgatókönyveket ír valamint színpadi színész.

## Magánélete
1969-1984 között O-Lan Jones volt a párja. 1982-től Jessica Lange volt a felesége.

## Filmjei
- Zabriskie Point (1970) (forgatókönyvíró)
- Mennyei napok (1978)
- Feltámadás (1980)
- Az utolsó telefonhívás (1981)
- Frances (1982)
- Az igazak (1983)
- Párizs, Texas (1984) (forgatókönyvíró is)
- Farmerek között (1984)
- Szerelem bolondjai (1985) (színész, író és forgatókönyvíró is)
- Bűnös szívek (1986)
- Bomba bébi (1987)
- Szellemtanya (1987)
- Messze északon (1988) (rendező, forgatókönyvíró)
- Acélmagnóliák (1989)
- A jog hálójában (1990)
- Szelíd angyal (Fegyveres őrangyal) (1990)
- Az utazó (film, 1991) (1991)
- Homo Faber (1991)
- Viharszív (1992)
- A Pelikán ügyirat (1993)
- Silent Tongue (1994) (forgatókönyvíró)
- Eladó a családom (1994) (forgatókönyvíró)
- A hetedik fiú (1994)
- Biztonságos átjáró (1995)
- Régi jó cimborák (1995)
- Texasi krónikák – Laredo utcái (1995)
- The only thrill (1997)
- Simpatico (1999) (író)
- Szellemtanya (1999)
- Curtain Call (1999)
- Purgatórium (film) (1999)
- Hó hull a cédrusra (1999)
- Dash and Lilly (1999)
- Hamlet (2000)
- Álmaimban találkozunk (2000) (író)
- Vad lovak (2000)
- Fojtogató szerelem (2000)
- Kardhal (2001)
- Az ígéret megszállottja (2001)
- After the Harvest (2001)
- A Sólyom végveszélyben (2001)
- Leo (2002)
- Veszedelmes emlékek (Sötét láthatár) (2003)
- Szerelmünk lapjai (2004)
- Kívül tágasabb (2004) (színész, író és forgatókönyvíró is)
- Lopakodó, Stealth (2005)
- Las Bandidas (2006)
- Walker Payne (2006)
- Kínzó látomás (2006)
- Ruffian (2007)
- Jesse James meggyilkolása, a tettes a gyáva Robert Ford (2007)
- Férj és féleség (2008)
- Az elítélt (2008)
- Testvérek (2009)
- Államtrükkök (2010)
- Lélegezz! (2010)
- Tough Trade (2010)
- Butch Cassidy visszatér (2011)
- Egy drága társ (2012)
- Védhetetlen (2012)
- Ölni kíméletesen (2012)
- Mud (2012)
- Savannah (2013)
- Augusztus Oklahomában (2013)
- A harag tüze (2013)
- Rideg világ (2014)

## Művei
- Five Plays (1967)
- La Turista (1968)
- Operation Sidewinder (1971)
- The Unseen Hand and Other Plays (1971)
- Mad Dog Blues and Other Plays (1973)
- Hawk Moon (1973)
- Angel City, Curse of the Starving Class (1980)
- Fool for love (1983)
- Seven Plays (1988)
- A Lie of the Mind (1988)
- Az elásott gyermek (drámák, 1989)
- Simpatico (1995)
- A Murder of Crows (regény, 1996)
- Cruising Paradise (novellák, 1996)
- 1943 True West (1996)
- States of Shock (1998)
- Seduced (1998)
- Eyes for Consuela (1998)
- The Late Henry Moss (2000)
- Great Dream of Heaven (2002)
- The God of Hell (2004)
- The Rolling Thunder Logbook (2005)
- Kicking a Dead Horse (2007)

## Magyarul
- Az elásott gyermek. Drámák, 1-2.; ford. Göncz Árpád, Révész Mária, utószó Szántó Judit; Európa, Bp., 1989

## Díjai
- Obie-díj (1966, 1968, 1973, 1978)
- Pulitzer-díj (1979)
- a cannes-i filmfesztivál Arany Pálma díja (1984)